# Václav Klaus mladší
Václav Klaus (* 10. září 1969 Praha) je český politik a pedagog, bývalý ředitel soukromého gymnázia PORG. V roce 2002 vstoupil do Občanské demokratické strany spoluzaložené otcem Václavem Klausem. Nejprve ji opustil v roce 2009 a o sedm let později se do ní vrátil. Poslanecký mandát pak získal v říjnu 2017 na pražské kandidátce ODS. Ze strany byl vyloučen v březnu 2019 pro dlouhodobý názorový rozkol ve směřování ODS. Po vyloučení si ponechal poslanecký mandát a založil nové uskupení – Trikolóra hnutí občanů, které vedl od září 2019 do března 2021, kdy z osobních důvodů oznámil odchod z politiky. Vzdal se kandidatury v říjnových sněmovních volbách 2021 a rezignoval na funkci předsedy Trikolóry. Matka Livia Klausová je ekonomka a bývalá velvyslankyně na Slovensku.

## Život

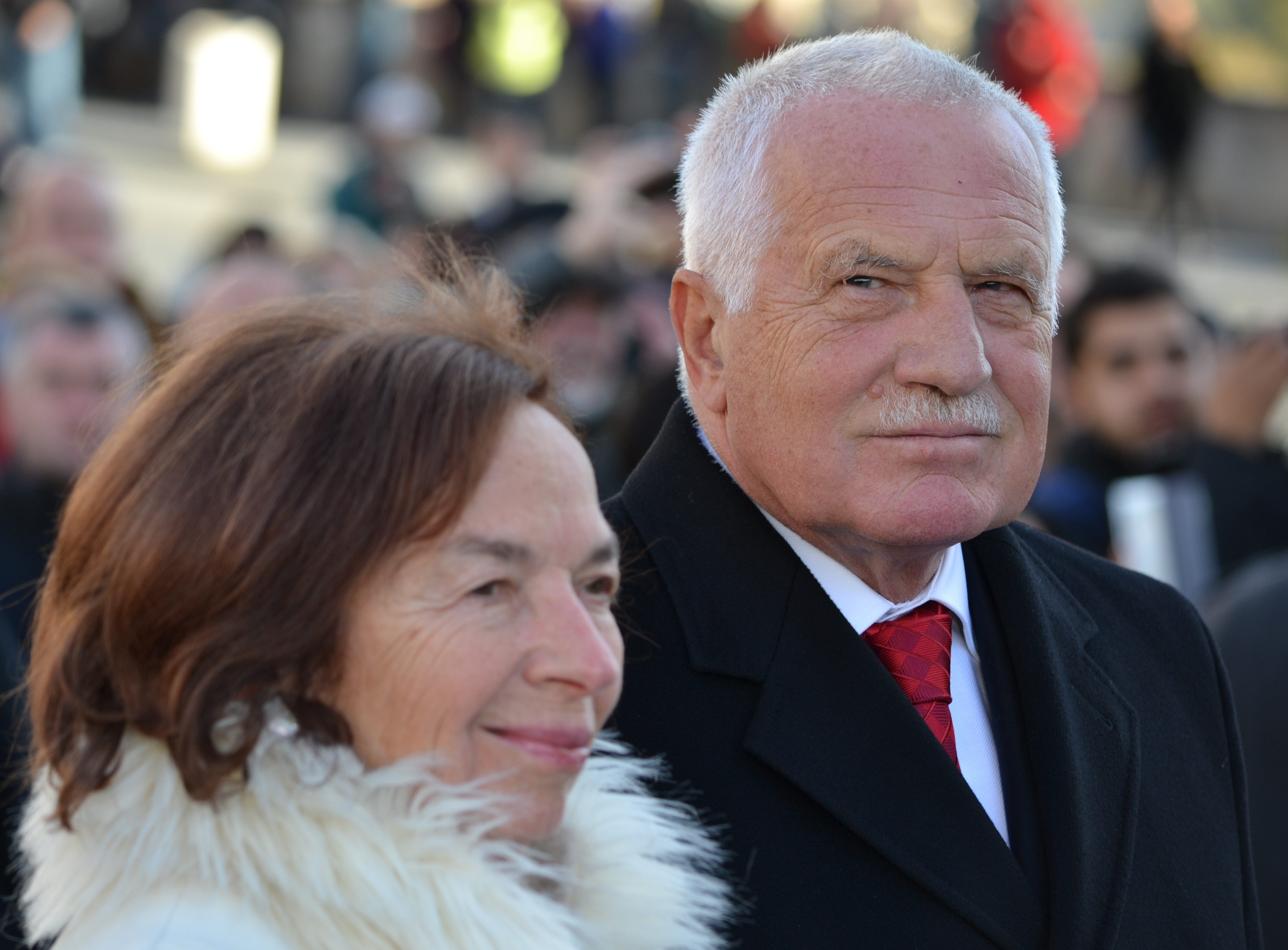
Rodiče Václav a Livia Klausovi

Václav Klaus mladší je synem bývalého českého premiéra a prezidenta Václava Klause a jeho ženy Livie Klausové. Jeho dědečkem z matčiny strany byl pak fašistický právník Štefan Miština. V roce 1993 absolvoval Přírodovědeckou fakultu Univerzity Karlovy v Praze, obor matematika – geografie. Tématem jeho diplomové práce bylo Geografické zpracování výsledků voleb 1992.
V letech 1998–2014 byl ředitelem soukromého gymnázia PORG v Praze a poté sítě škol PORG v Praze a Ostravě. Připojení dalších škol PORGu umožnil mecenášský dar Martina Romana ve výši sto miliónů korun v roce 2007. Během této transakce se Klaus vzdal dvanáctinového podílu ve zřizovateli. PORG se v době Klausova vedení mj. umístil na prvním místě z hlediska výsledků studentů u státních maturit. Na svou ředitelskou funkci rezignoval 17. ledna 2014 kvůli neshodám s předsedou správní rady M. Romanem. Po odchodu z PORGu získal místo v britské společnosti, pro kterou měl ve střední Evropě nakupovat školy. A také se chystal učit matematiku na pražském Gymnáziu Jana Keplera.

### Politické angažmá
V září 2002 vstoupil do ODS. Když po zvolení Mirka Topolánka předsedou strany v prosinci 2008 oznámil jeho otec, že se vzdá čestného členství, také Václav Klaus mladší oznámil, že nezaplatí členské příspěvky, což se skutečně stalo, a stranu tak opustil, stejně jako i jeho mladší bratr Jan. Ten se stal členem konkurenční Strany svobodných občanů a také Václav Klaus mladší později uvedl, že ve sněmovních volbách 2013 tuto stranu volil, ačkoli se jejím členem nestal.
Společně se svým otcem, bratrem a prezidentským kancléřem Jiřím Weiglem založil v únoru 2012 obecně prospěšnou společnost Institut Václava Klause.

#### Prezidentské volby 2013
V době předvolební kampaně prezidentských voleb v lednu 2013 ve školní korespondenci požádal o vyřazení adresy školy z databáze inzertního oddělení Lidových novin s tím, že LN už nejsou nezávislé noviny, když podporují Karla Schwarzenberga. V závěru dopisu parodoval Schwarzenbergovu výslovnost při broukání české hymny na oslavě po prvním kole voleb. Studenti jeho gymnázia poté sepsali protestní petici. Rovněž Martin Roman, významný sponzor gymnázia PORG a šéf správní rady školy, označil skutečnost, že Klaus ml. projevoval své soukromé politické názory v oficiální korespondenci školy, za „krajně nevhodnou".
Klaus mladší později na svém blogu napsal: "...neměl jsem v úmyslu se posmívat kvůli zpěvu (sám nezpívám o moc líp), jen považuji za neuvěřitelné, když kandidát na prezidenta nezná slova české hymny" V následném textu připojil pasáž, v níž se snažil doložit, že Schwarzenbergovi příbuzní byli kolaboranti. Otec Karla Schwarzenberga, Karel VI. Schwarzenberg, byl před válkou členem nacionalistického a fašistického hnutí Vlajka, které se vymezovalo vůči kapitalismu, marxismu a německému nacismu. Vystupovala i proti Židům, i když převážně umírněněji než nacisté. Jeho výroky o kolaborantské minulosti Schwarzenbergova otce jsou však podle historika Jaroslava Šebka z Akademie věd ČR nepodložené. Podle Stanislava Motla, autora knihy Oběti a jejich vrazi, ze které čerpal Klaus pro článek na svém blogu, jsou publikovaná slova citátem přímé řeči Siegfrieda Zoglmanna, bývalého šéfa Hitlerjugend v protektorátu. Podle Motla Klaus vytrhává informace z kontextu a zamlčuje další pasáže knihy. V dalším článku Klaus uvedl, že otec manželky prezidentského kandidáta Karla Schwarzenberga byl aktivní nacista.

#### Podruhé v ODS, poslanec
V roce 2014 se částečně vrátil do ODS, když se stal poradcem pro oblast školství tehdejšího předsedy strany Petra Fialy. Od roku 2016 se stal opět členem ODS, v níž zastával post stranického experta v oblasti školství. Podle komentátora Respektu Marka Švehly se také stal radikálem, který díky své aktivitě na sociálních sítích do značné míry určoval tvář strany, získával sympatie útočením na mainstreamovou politiku a politickou korektnost.
Ve volbách do Poslanecké sněmovny PČR v roce 2017 figuroval na 3. místě kandidátky ODS v Praze. Získal 22 635 preferenčních hlasů a nakonec skončil první, stal se poslancem.
V březnu 2019 při projednávání zákona na půdě Poslanecké sněmovny řekl o schvalování nařízení Evropské unie: „Nezlobte se, mně to připomíná, my jsme jak židovský výbor, když nám řekli, že máme vypravit transport, a my jenom tak jako rozhodujeme, že teda ty nemocné ženy ještě nepošleme, ty půjdou až příštím vlakem. Ale jinak děláme to, co nám řeknou.“ Mnozí poslanci jeho výrok označili za nepřijatelný a vyzvali jej k omluvě, poslanecký klub ODS jej vyzval k opuštění klubu a předseda strany Petr Fiala se za jeho počínání omluvil. Klaus sám se neomluvil a vystoupit z klubu odmítl. Poslanec Petr Dolínek z České strany sociálně demokratické oznámil záměr odvolat jej z vedení školského výboru Sněmovny. Otec Václav Klaus reagoval na výzvu poslaneckého klubu prohlášením, že ODS míří k bezvýznamnosti a že by vedle ní měla vzniknout „nová, skutečně pravicová strana“.
Po zasedání výkonné rady 16. března 2019 předseda strany Petr Fiala oznámil, že byl Václav Klaus mladší ze strany vyloučen. Důvodem byl dlouhodobý názorový rozchod. Skončil také v poslaneckém klubu ODS. Dne 3. dubna pak proběhl pokus nahradit jej také v čele sněmovního školského výboru, ODS na toto místo navrhla Martina Baxu, který však nebyl členy výboru zvolen a on tak zůstal předsedou výboru. Nakonec jej na žádost ODS z výboru odvolala Poslanecká sněmovna 17. dubna 2019.
V první polovině dubna 2019 média uvedla, že Václav Klaus mladší chystá vznik nové politické strany, podle Blesku by se jejím členem měl stát i někdejší prezident Klaus, navíc se očekávalo přetažení některých poslanců z ODS či SPD. Podrobnosti o straně však měly být ohlášeny až po evropských volbách v druhé polovině května. Počátkem června 2019 média informovala o tom, že jím vedené Centrum pro občanské svobody si nechalo zaregistrovat název Trikolóra hnutí občanů a webové domény hnutitrikolora.cz a 3kolora.cz. Představení úplné sestavy hnutí se odehrálo 10. června 2019.

#### Hnutí Trikolóra
Dne 28. září 2019 byl na ustavujícím sněmu hnutí Trikolóra zvolen jakožto jediný kandidát jeho prvním předsedou. Dne 23. března 2021 oznámil, že se z osobních důvodů rozhodl skončit v politice. Vzdal se kandidatury ve volbách do Poslanecké sněmovny v říjnu 2021 a na mimořádném předsednictvu rezignoval na funkci předsedy. Do voleb jej ve vedení hnutí vystřídala první místopředsedkyně a poslankyně Zuzana Majerová Zahradníková.

## Názory
Své názory publikoval pravidelně každý týden na serveru Novinky.cz. Na jaře 2016 např. argumentoval proti nošení muslimských šátků ve školách, zejména se ale věnoval problematice školství. Požadoval např. vyšší platy pro učitele, stavěl se proti inkluzi žáků s těžkým mentálním postižením. Po vyloučení z ODS a založení Trikolóry v roce 2019 však Novinky.cz pravidelný exkluzivní komentářový prostor, který dostával jako jediný aktivní politický lídr, zrušily s tím, že se redakce rozhodla s Klausem spolupracovat už jen příležitostně.
Stal se autorem programu ODS v oblasti školství. Požadoval stejný příspěvek na žáka napříč republikou, zapojení podnikatelů a živnostníků do učňovského vzdělávání, jednu úroveň státní maturity, více pravomocí pro ředitele škol. Odmítal jednotné přijímací zkoušky na střední školy.
V rozhovoru pro server Lidových novin v roce 2013 vyjádřil názor, že maturuje příliš mnoho mladých lidí, čímž se z maturity stává formální vzdělávání místo toho, aby se např. vyučili v řemesle.
Kritické postoje vyjádřil k Evropské unii, která podle něho představuje nefunkční, nedemokratický a socialistický systém omezující demokracii členských států. V roce 2016 po ozbrojeném útoku v Mnichově vyzval k opuštění Evropské unie i za cenu poklesu životní úrovně v České republice.
Rovněž se negativně vymezil k vojenské intervenci NATO proti Srbsku bez souhlasu Rady bezpečnosti OSN, proti jednostrannému vyhlášení nezávislosti Kosova v roce 2008 i proti invazi do Iráku, která dle jeho názoru přispěla k destabilizaci Blízkého východu. Zpochybnil účast českých vojáků ve válce v Afghánistánu, když řekl, že nevidí „nějaký jasný důvod a cíl této války“. Prohlásil, že v Saúdské Arábii dochází k „naprosto šílenému porušování lidských práv“, ale protože je to dlouholetý spojenec Washingtonu, tak „se kolem toho chodí po špičkách“. Je stoupencem Izraele a v říjnu 2018 označil reportáž v dětském programu České televize Zprávičky, která hovořila o tom, že na „Izraelem okupovaném území Palestiny“ Spojené státy omezily příspěvek OSN určený pro Palestinu, takže se místní školáci i učitelé obávají, že nebude mít kdo učit, za „propagandistické zprávy, které jsou zcela v rozporu s oficiální zahraniční politikou České republiky“. Volební výbor Poslanecké sněmovny však Klausovu stížnost nevyslyšel.
Směrem k homosexuální menšině v České republice v roce 2019, že "...homosexuální menšina má díky bohu naprosto veškerá práva, v České republice není nikterak ostrakizována...," a uvedl, že by Česká republika neměla legalizovat stejnopohlavní manželství

## Soukromý a rodinný život
Má vrozenou vadu obličeje.
V roce 1995 se oženil s Kamilou Pojslovou. Do manželství se narodily děti Vojtěch, Kateřina a Jakub Klausovi. V závěru roku 2012 manželství skončilo rozvodem. Počátkem roku 2013 se podruhé oženil, s o šestnáct let mladší Lucií Hřebačkovou, s níž má dceru Elišku. I v tomto vztahu však došlo v roce 2017 k rozvratu a na podzim, v době těsně po volbách do Poslanecké sněmovny, informovala média o tom, že Klaus podal návrh na rozvod. Podle něho vztah reálně skončil 12. června 2017. Roku 2017 se jeho partnerkou stala o sedmnáct let mladší Simona Vandová.